# Рим, відкрите місто
«Рим, відкрите місто» (італ. Roma, città aperta) — фільм Роберто Росселліні 1945 року, який вважається відправною точкою в розвитку італійського неореалізму та однією з найкращих світових кінокартин. Роль у цьому фільмі якраз і дала початок блискучій кар'єрі Анні Маньяні.
Фільм був представлений на 1-му Каннському кінофестивалі у 1946 р. та отримав премію Гран Прі в категорії найкращий фільм. Цього ж року він отримав дві Срібних Стрічки за найкращу режисерську роботу та за найкращу жіночу роль другого плану і був номінований на премію Оскар у категорії найкращий оригінальний сценарій.

## Сюжет
Події фільму відбуваються у 1944 році в Римі. Гестапо полює за інженером Джорджіо Манфреді, який знаходить притулок у квартирі свого друга Франческо. Йому також допомагає священик Дон П'єтро і наречена Франческо — вдова Піна. Наступного дня у Франческо і Піни призначено весілля, вінчати їх повинен Дон П'єтро, хоча Піна і не дуже релігійна, тим більше вагітна до весілля.
Діти підривають вночі цистерну з бензином недалеко від будинку. Вдень будинок оточують німецькі війська і починають обшук квартир. Франческо заарештували. Піна біжить за машиною, в якій везуть Франческо та інших захоплених, і її розстрілюють. Пізніше на автоколону нападають учасники Опору і звільняють заарештованих.
Джорджіо і Франческо ховаються на квартирі коханки Джорджіо, Марини, але вона видає їх гестапо в обмін на наркотики.
Наступного дня гестапо заарештовує Джорджіо, Дона П'єтро і німецького дезертира. Останній повісився в камері. Гестапівці катують Джорджіо на очах у Дона П'єтро. Священик молиться за Джорджіо, щоб той нікого не видав. Від тортур Джорджіо вмирає. Дона П'єтро розстрілюють на очах у дітей з його будинку….

## Касові збори
Станом на 31 грудня 1956 р. фільм зібрав 124.500.000 лір.